# The Look of Silence
Pour plus de détails, voir Fiche technique et Distribution.
The Look of Silence est un film documentaire danois réalisé par Joshua Oppenheimer, sorti en 2014.
Le film traite du même sujet que le premier documentaire d'Oppenheimer, The Act of Killing (2012) : les massacres de 1965 en Indonésie. The Look of Silence est présenté en compétition officielle au festival international du film de Venise en 2014 où il reçoit le Grand prix du jury et le Prix FIPRESCI,.

## Synopsis
Une famille de survivants des massacres de 1965 en Indonésie confronte l'homme qui a tué l'un de leurs frères.

## Fiche technique
- Titre : The Look of Silence
- Réalisation : Joshua Oppenheimer
- Production : Signe Byrge Sørensen (en), Werner Herzog, Errol Morris et Andre Singer (en)
- Société de production : Final Cut for Real (en)
- Photographie : Lars Skree
- Montage : Niels Pagh Andersen
- Musique :
- Pays d'origine :  Danemark
- Genre : documentaire
- Langue : indonésien
- Durée : 90 minutes
- Dates de sortie :
  - Italie : 28 août 2014 (Mostra de Venise 2014)

## Distinctions

### Récompenses
- Festival international du film documentaire de Copenhague 2014 : DOX:AWARD
- Festival international du film de Venise 2014 : (sélection officielle)
  - Grand prix du jury
  - Prix FIPRESCI
- Festival Premiers Plans d'Angers 2015 : Prix du public et Mention spéciale du Jury[4]
- Festival 2 cinéma de Valenciennes 2015 : Grand prix et Prix de la critique[5]

- Gotham Awards 2015 : meilleur film documentaire
- IDA Awards 2015 : meilleur film
- London Film Critics Circle Awards - Meilleur film étranger

### Nominations et sélections
- Festival du film de New York 2014
- Festival du film de Telluride 2014
- Festival international du film de Toronto 2014 : sélection « TIFF Docs »
- Oscars 2016 : Meilleur film documentaire